# Premier Padel 2025
Navigation
Premier Padel 2024 Premier Padel 2026
Premier Padel 2025, officiellement 2025 Qatar Airways Premier Padel Tour, est la quatrième édition du circuit professionnel de padel Premier Padel. Cette édition se déroulera tout au long de l'année 2025, regroupant 22 tournois de catégories masculines et féminines, dans 14 pays différents.

Il s'agit de la plus grande compétition de padel en 2025, regroupant tous les meilleurs joueurs professionnels au monde.

## Calendrier
Les tournois se partagent en trois catégories, répartissant de manière différente les points aux paires gagnantes.
- Major (2 000 points pour le classement FIP)
- P1 (1 000 points pour le classement FIP)
- P2 (600 points pour le classement FIP)

En fin d'année ont lieu les Tour Finals (1 500 points pour le classement FIP) au Palau Sant Jordi de Barcelone, réunissant les seize meilleurs joueurs et joueuses de l’année au classement FIP.
Cette saison voit l'apparition de la FIP Intercontinental Cup durant la pause estivale. Sur le modèle de la Laver Cup en tennis ou encore de la Ryder Cup en golf, cette nouvelle compétition biennale rassemblera les meilleurs joueurs de chaque continent.
L'organisation dévoile le 23 décembre 2024 le calendrier pour cette nouvelle saison.
Comme la saison précédente, la France accueillera deux tournois : le Paris Major au Roland-Garros, comme lors de chaque édition depuis la création du circuit, et le P2 de Bordeaux.
À noter que le Venezuela perd son tournoi à Puerto Cabello, à la suite d'un évènement mouvementé en 2024 : chaleur étouffante, abandons causés par une épidémie de grippe intestinale au sein des joueurs et joueuses, etc.
Les États-Unis reçoivent pour la première fois une étape du circuit, avec le P1 Miami, en mars. 
Le calendrier de l'année 2025, sous réserve de modifications, est le suivant :
| Tournoi               | Ville        | Pays                | Dates                       | Ref    |
| --------------------- | ------------ | ------------------- | --------------------------- | ------ |
| Riyadh Season P1      | Riyad        | Arabie Saoudite     | 8 février - 17 février      | [ 5 ]  |
| Gijón P2              | Gijón        | Espagne             | 24 février - 2 mars         | [ 6 ]  |
| Cancún P2             | Cancún       | Mexique             | 9 mars - 16 mars            | [ 7 ]  |
| Miami P1              | Miami        | États-Unis          | 17 mars - 23 mars           | [ 8 ]  |
| Santiago P1           | Santiago     | Chili               | 23 mars - 31 mars           | [ 9 ]  |
| Qatar Major           | Doha         | Qatar               | 11 avril - 19 avril         | [ 10 ] |
| Brussels P2           | Bruxelles    | Belgique            | 20 avril - 27 avril         | [ 11 ] |
| Asunción P2           | Asuncion     | Paraguay            | 18 mai - 25 mai             | [ 12 ] |
| Buenos Aires P1       | Buenos Aires | Argentine           | 25 mai - 1er juin           | [ 13 ] |
| Italy Major           | Rome         | Italie              | 7 juin - 15 juin            | [ 14 ] |
| Valladolid P2         | Valladolid   | Espagne             | 23 juin - 29 juin           | [ 15 ] |
| Bordeaux P2           | Bordeaux     | France              | 30 juin - 6 juillet         | [ 16 ] |
| Málaga P1             | Malaga       | Espagne             | 14 juillet - 20 juillet     | [ 17 ] |
| Tarragona P1          | Tarragone    | Espagne             | 27 juillet - 3 août         | [ 18 ] |
| Madrid P1             | Madrid       | Espagne             | 1er septembre - 7 septembre |        |
| Paris Major           | Paris        | France              | 8 septembre - 14 septembre  |        |
| Rotterdam P1          | Rotterdam    | Pays-Bas            | 29 septembre - 5 octobre    |        |
| Milano P1             | Milan        | Italie              | 6 octobre - 12 octobre      |        |
| NewGiza P2            | Gizeh        | Égypte              | 27 octobre - 1er novembre   |        |
| Dubaï P1              | Dubaï        | Émirats arabes unis | 10 novembre - 16 novembre   |        |
| Mexico Major          | Acapulco     | Mexique             | 22 novembre - 30 novembre   |        |
| Barcelona Tour Finals | Barcelone    | Espagne             | 8 décembre - 14 décembre    |        |

## Résultats

### Compétition masculine

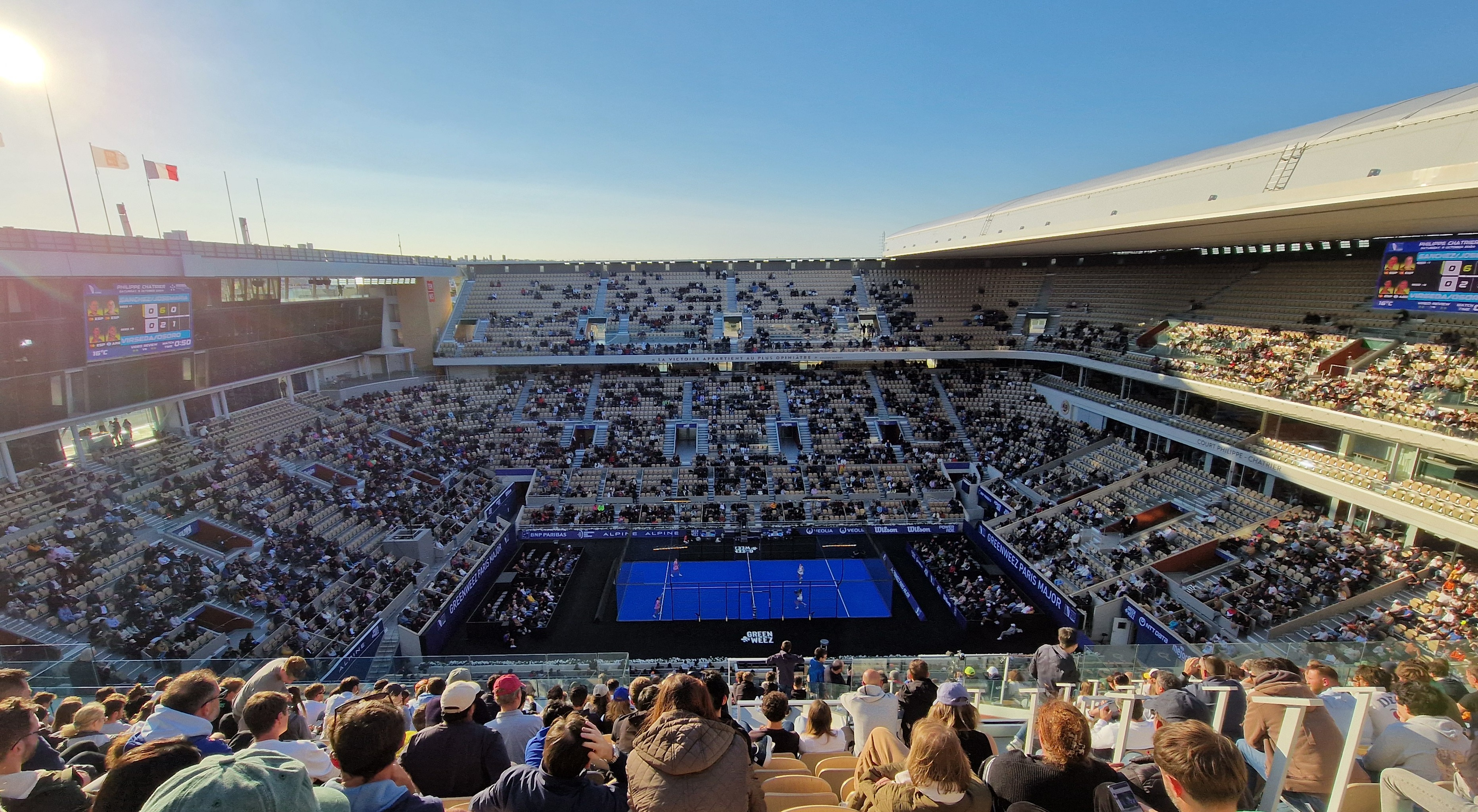
Le Major Paris 2024, à Roland-Garros

| Major       |
| P1          |
| P2          |
| Tour Finals |

| Tournoi      | Vainqueurs                         | Finalistes                         | Résultat                   |
| ------------ | ---------------------------------- | ---------------------------------- | -------------------------- |
| Riyad        | Arturo Coello Agustín Tapia        | Franco Stupaczuk Juan Lebrón       | 6-3 / 5-7 / 6-3            |
| Gijón        | Francisco Cabeza Diego García      | Tolito Aguirre Gonzalo Alfonso     | 7-5 / 4-6 / 6-3            |
| Cancún       | Franco Stupaczuk Juan Lebrón       | Tolito Aguirre Gonzalo Alfonso     | 6-2 / 6-3                  |
| Miami        | Alejandro Galán Federico Chingotto | Franco Stupaczuk Juan Lebrón       | 6-1 / 7-6                  |
| Santiago     | Alejandro Galán Federico Chingotto | Franco Stupaczuk* Juan Lebrón      | *forfait maladie Stupaczuk |
| Doha         | Arturo Coello Agustín Tapia        | Alejandro Galán Federico Chingotto | 7-6 / 6-2                  |
| Bruxelles    | Arturo Coello Agustín Tapia        | Alejandro Galán Federico Chingotto | 2-6 / 6-4 / 6-1            |
| Asuncion     | Alejandro Galán Federico Chingotto | Pablo Cardona Leandro Augsburger   | 7-6 / 6-1                  |
| Buenos Aires | Arturo Coello Agustín Tapia        | Paquito Navarro Lucas Bergamini    | 6-2 / 6-2                  |
| Rome         | Alejandro Galán Federico Chingotto | Arturo Coello Agustín Tapia        | 6-3 / 7-5                  |
| Valladolid   | Arturo Coello Agustín Tapia        | Franco Stupaczuk Juan Lebrón       | 7-5 / 6-4                  |
| Bordeaux     | Arturo Coello Agustín Tapia        | Alejandro Galán Federico Chingotto | 7-6 / 6-4                  |
| Malaga       | Arturo Coello Agustín Tapia        | Alejandro Galán Federico Chingotto | 6-4 / 7-5                  |
| Tarragone    | Arturo Coello Agustín Tapia        | Alejandro Galán Federico Chingotto | 7-6 / 7-5                  |
| Madrid       |                                    |                                    |                            |
| Paris        |                                    |                                    |                            |
| Rotterdam    |                                    |                                    |                            |
| Milan        |                                    |                                    |                            |
| Gizeh        |                                    |                                    |                            |
| Dubaï        |                                    |                                    |                            |
| A définir    |                                    |                                    |                            |
| Barcelone    |                                    |                                    |                            |

### Compétition féminine
| Major       |
| P1          |
| P2          |
| Tour Finals |

| Tournoi      | Vainqueurs                                                              | Finalistes                                                              | Résultat                                                                |
| ------------ | ----------------------------------------------------------------------- | ----------------------------------------------------------------------- | ----------------------------------------------------------------------- |
| Riyad        | Ariana Sánchez Paula Josemaría                                          | Beatriz González* Claudia Fernández                                     | *forfait blessure González                                              |
| Gijón        | Gemma Triay Delfina Brea                                                | Ariana Sánchez Paula Josemaría                                          | 0-6 / 6-1 / 6-4                                                         |
| Cancún       | Gemma Triay Delfina Brea                                                | Marta Ortega Sofía Araujo                                               | 6-3 / 6-1                                                               |
| Miami        | Gemma Triay Delfina Brea                                                | Ariana Sánchez Paula Josemaría                                          | 2-6 / 6-1 / 6-4                                                         |
| Santiago     | Finale dames suspendue et annulée en raison des conditions climatiques. | Finale dames suspendue et annulée en raison des conditions climatiques. | Finale dames suspendue et annulée en raison des conditions climatiques. |
| Doha         | Gemma Triay Delfina Brea                                                | Ariana Sánchez Paula Josemaría                                          | 6-4 / 6-4                                                               |
| Bruxelles    | Ariana Sánchez Paula Josemaría                                          | Gemma Triay Delfina Brea                                                | 6-2 / 6-4                                                               |
| Asuncion     | Beatriz González Claudia Fernández                                      | Gemma Triay Delfina Brea                                                | 7-6 / 3-6 / 6-2                                                         |
| Buenos Aires | Ariana Sánchez Paula Josemaría                                          | Beatriz González Claudia Fernández                                      | 6-2 / 6-2                                                               |
| Rome         | Gemma Triay Delfina Brea                                                | Ariana Sánchez Paula Josemaría                                          | 6-4 / 6-4                                                               |
| Valladolid   | Ariana Sánchez Paula Josemaría                                          | Beatriz González Claudia Fernández                                      | 6-4 / 7-5                                                               |
| Bordeaux     | Andrea Ustero Sofía Araujo                                              | Beatriz Caldera Carmen Goenaga                                          | 7-5 / 2-6 / 6-2                                                         |
| Malaga       | Beatriz González Claudia Fernández                                      | Marta Ortega Tamara Icardo                                              | 6-2 / 6-1                                                               |
| Tarragone    | Gemma Triay Delfina Brea                                                | Ariana Sánchez Paula Josemaría                                          | 7-6 / 6-4                                                               |
| Madrid       |                                                                         |                                                                         |                                                                         |
| Paris        |                                                                         |                                                                         |                                                                         |
| Rotterdam    |                                                                         |                                                                         |                                                                         |
| Milan        |                                                                         |                                                                         |                                                                         |
| Gizeh        |                                                                         |                                                                         |                                                                         |
| Dubaï        |                                                                         |                                                                         |                                                                         |
| A définir    |                                                                         |                                                                         |                                                                         |
| Barcelone    |                                                                         |                                                                         |                                                                         |

## Classement initial
Ci-dessous les classements FIP au début de la saison 2025, avant le premier tournoi.

### Classement individuel masculin
| N.º | Nom                     | Points |
| --- | ----------------------- | ------ |
| 1   | Agustín Tapia           | 19 580 |
| 1   | Arturo Coello           | 19 580 |
| 3   | Alejandro Galán         | 13 330 |
| 4   | Federico Chingotto      | 12 180 |
| 5   | Franco Stupaczuk        | 8 630  |
| 6   | Martín Di Nenno         | 8 150  |
| 7   | Juan Lebrón             | 7 965  |
| 8   | Miguel Yanguas          | 7 505  |
| 9   | Jon Sanz                | 5 765  |
| 9   | Jorge Nieto             | 5 765  |
| 11  | Paquito Navarro         | 5 310  |
| 12  | Javier Garrido          | 4 935  |
| 13  | Jerónimo González       | 4 700  |
| 14  | Eduardo Alonso          | 4 327  |
| 15  | Pablo Cardona           | 3 315  |
| 16  | Lucas Bergamini         | 3 255  |
| 17  | Alejandro Ruiz          | 2 930  |
| 18  | Alejandro Arroyo        | 2 855  |
| 19  | Carlos Daniel Gutierrez | 2 785  |
| 20  | Juan Tello              | 2 220  |
| 21  | Francisco Guerrero      | 2 127  |
| 22  | Jairo Bautista          | 2 120  |
| 23  | Maxi Sánchez            | 2 115  |
| 24  | Fernando Belasteguín    | 2 045  |
| 25  | Juanlu Esbri            | 2 033  |
| 26  | Lucas Campagnolo        | 1 910  |
| 27  | Luciano Capra           | 1 878  |
| 28  | Alex Chozas             | 1 817  |
| 29  | Javier Barahona         | 1 770  |
| 30  | Leo Augsburger          | 1 707  |

### Classement masculin par paires
| N.º | Paire                              | Points |
| --- | ---------------------------------- | ------ |
| 1   | Arturo Coello Agustín Tapia        | 39 160 |
| 2   | Alejandro Galán Federico Chingotto | 25 510 |
| 3   | Juan Lebrón Franco Stupaczuk       | 16 595 |
| 4   | Miguel Yanguas Jorge Nieto         | 13 270 |
| 5   | Martín Di Nenno Javier Garrido     | 13 085 |
| 6   | Jerónimo González Jon Sanz         | 10 465 |
| 7   | Paquito Navarro Lucas Bergamini    | 8 565  |
| 8   | Eduardo Alonso Alejandro Arroyo    | 7 182  |
| 9   | Pablo Cardona Leo Augsburger       | 5 022  |
| 10  | Alex Chozas Alejandro Ruiz         | 4 747  |

### Classement individuel féminin
| N.º | Nom                       | Points |
| --- | ------------------------- | ------ |
| 1   | Ariana Sánchez            | 16 150 |
| 1   | Paula Josemaría           | 16 150 |
| 3   | Claudia Fernández         | 13 200 |
| 3   | Gemma Triay               | 13 200 |
| 5   | Delfina Brea              | 10 100 |
| 6   | Beatriz González          | 7 670  |
| 7   | Marta Ortega              | 7 030  |
| 8   | Sofía Araújo              | 6 700  |
| 9   | Jessica Castelló          | 6 080  |
| 10  | Claudia Jensen            | 5 570  |
| 11  | Lucía Sainz               | 5 470  |
| 12  | Patricia Llaguno          | 5 310  |
| 12  | Verónica Virseda          | 5 310  |
| 14  | Andrea Ustero             | 5 225  |
| 15  | Alejandra Salazar         | 5 220  |
| 16  | Alejandra Alonso de Villa | 4 185  |
| 17  | Tamara Icardo             | 4 080  |
| 18  | Aranzazu Osoro            | 3 735  |
| 19  | Virginia Riera            | 3 335  |
| 20  | Lorena Rufo               | 2 240  |
| 21  | Beatriz Caldera           | 2 230  |
| 22  | Marina Guinart            | 2 154  |
| 23  | Ksenia Sharifova          | 2 120  |
| 24  | Carmen Goenaga            | 1 990  |
| 25  | Nuria Rodríguez           | 1 893  |
| 26  | Lucía Martínez            | 1 872  |
| 27  | Araceli Martinez          | 1 822  |
| 28  | Carolina Orsi             | 1 728  |
| 29  | Victoria Iglesias         | 1 674  |
| 30  | Alix Collombon            | 1 664  |

### Classement féminin par paires
| N.º | Paire                                   | Points |
| --- | --------------------------------------- | ------ |
| 1   | Ariana Sánchez Paula Josemaría          | 32 300 |
| 2   | Delfina Brea Gemma Triay                | 23 300 |
| 3   | Beatriz González Claudia Fernández      | 20 870 |
| 4   | Marta Ortega Sofía Araújo               | 13 730 |
| 5   | Lucía Sainz Patricia Llaguno            | 10 780 |
| 6   | Alejandra Salazar Verónica Virseda      | 10 530 |
| 7   | Jessica Castelló Aranzazu Osoro         | 9 815  |
| 8   | Claudia Jensen Tamara Icardo            | 9 650  |
| 9   | Alejandra Alonso de Villa Andrea Ustero | 9 410  |
| 10  | Virginia Riera Marta Marrero            | 4 644  |